# Senecio scandens
A Senecio scandens a fészkesvirágzatúak (Asterales) rendjébe és az őszirózsafélék (Asteraceae) családjába tartozó faj.

## Előfordulása
A Senecio scandens eredeti előfordulási területe Kína középső és déli részei, valamint Japán. Ez a növényfaj még megtalálható Kína többi részein is, továbbá Délkelet-Ázsiában, a Kínai Köztársaságban, a Fülöp-szigeteken, Srí Lankán és Indonézia egész területén, kivéve Új-Guineát és az ahhoz közeli néhány kisebb szigetet. Még nem ismert, hogy ki vitte, vagy hogyan jutott azokra a helyekre ez a növényfaj.

## Változatai
Ehhez a növényfajhoz az alábbi változatok tartoznak :
- Senecio scandens var. crataegifolius (Hayata) Kitam.
- Senecio scandens var. incisus Franch.
- Senecio scandens var. scandens

## Források

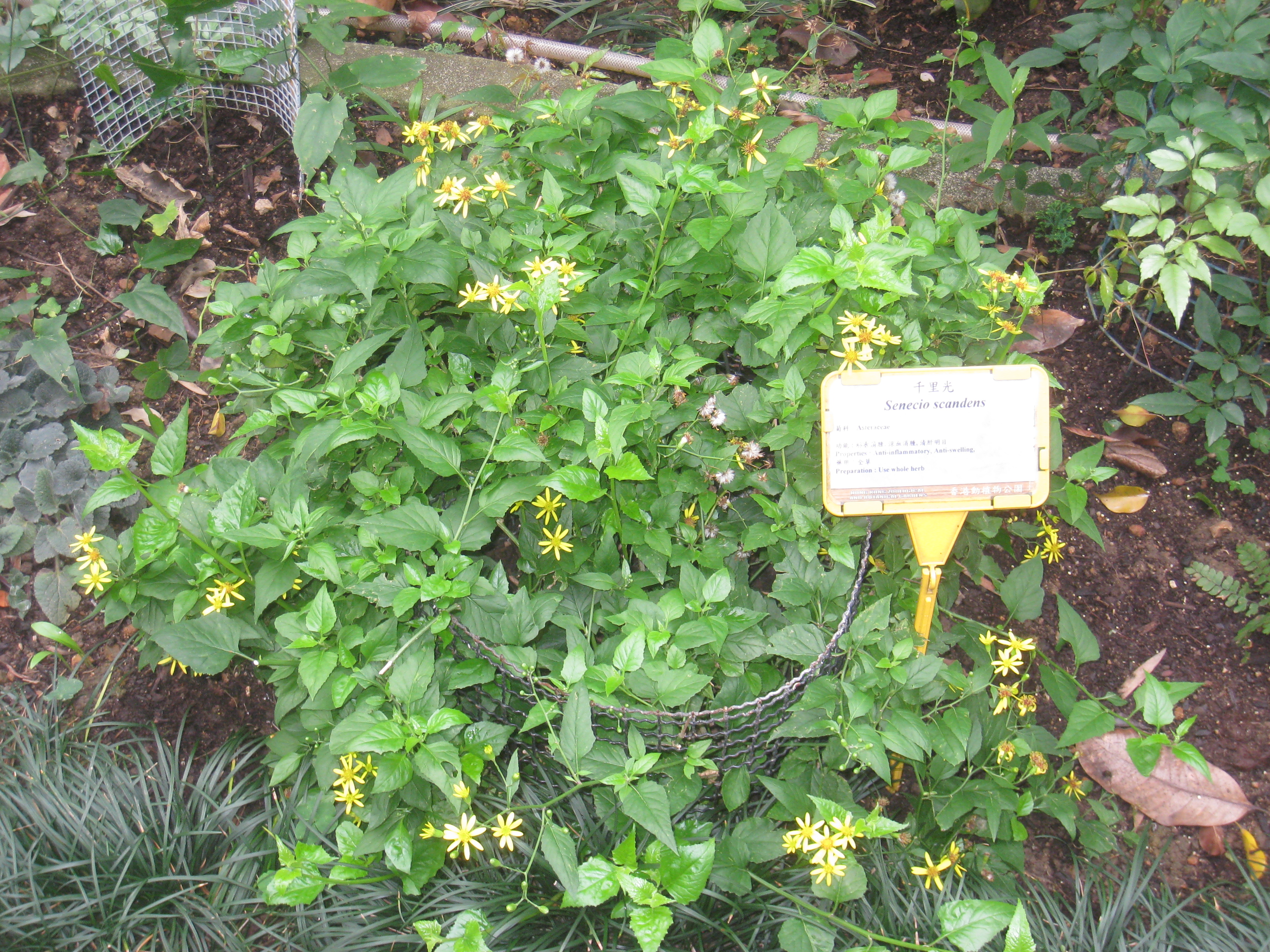
A növény